# 白石順一
白石 順一（しらいし じゅんいち）は、日本の厚生労働官僚。環境省水・大気環境局長や、環境省総合環境政策局長、地球環境審議官等を経て、日本製薬工業協会理事長。

## 人物・経歴
東京都出身。1977年東京大学法学部卒業、厚生省入省。1987年外務省在アメリカ合衆国日本国大使館出向。1996年内閣官房内閣参事官。1998年厚生省医薬安全局監視指導課長。2005年厚生労働省大臣官房審議官。2008年環境省水・大気環境局長。2009年環境省総合環境政策局長。2013年地球環境審議官。2014年三井住友銀行顧問。2020年日本製薬工業協会理事長。2024年、瑞宝重光章受章。